# Les Invitées
Pour plus de détails, voir Fiche technique et Distribution.
Les Invitées (The Guests) est un court-métrage australien réalisé par Shane Danielsen, sorti le 23 mai 2015.

## Fiche technique
- Titre français : Les Invitées
- Titre original : The Guests
- Réalisation : Shane Danielsen
- Scénario : Shane Danielsen
- Pays d'origine :  Australie
- Date de sortie : 2015
- Durée : 10 minutes[1]

## Distribution
- Cate Wolfe (l'hôtesse)[1]
- Matilda Ridgway (Anna Haywood)[1]

## Accueil

### Récompenses et distinctions
Les Invitées fait partie de la sélection « court-métrage » du Festival de Cannes 2015.